# Adela von Hamaland
Adela von Hamaland (* um 955; † zwischen 1021 und 1028 in Köln) war eine Gräfin von Drenthe.
Adela von Hamaland war die jüngere Tochter des Grafen Wichmann von Hamaland und der Luitgard. Ihr Vater gründete das Stift Elten, deren erste Äbtissin ihre ältere Schwester Luitgart wurde. Nach dem Tod ihres Vaters um 973 forderte sie einen Teil der gestifteten Besitztümer zurück, da die Schenkung ohne ihre Zustimmung als Erbin erfolgt sei. Sie berief sich dabei auf die Lex Saxonum. Zwischen beiden Schwestern entwickelte sich daraus ein heftiger Streit. Otto II. versuchte zu vermitteln, konnte aber nicht verhindern, dass der Streit eskalierte. Luitgart ließ die Burg ihrer Schwester während deren Abwesenheit niederbrennen. Sie selbst starb wenig später an einer Vergiftung. Adela wurde als Anstifterin vermutet. Otto III. beendete 996 schließlich den Streit. Das Stift blieb bestehen, Adela erhielt aber einen Teil ihres Erbes zurück.
In erster Ehe war Adela mit dem Immedinger Grafen Immed IV. verheiratet. Aus dieser Verbindung entstammten fünf Kinder, darunter Emma von Lesum und Meinwerk, der spätere Bischof von Paderborn.  In zweiter Ehe lebte Adela mit Balderich von Drenthe, mit dem sie das Stift Zyfflich gründete. Die Macht und Besitzgier des Paares führte auch nach dem Ende des Erbstreites zu langwierigen territorialen Konflikten in Hamaland. An der Ermordung ihres Sohnes Dietrich im Jahr 1014 soll sie beteiligt gewesen sein. 1016 ließ das Paar den Grafen Wichmann von Vreden aus der Familie der Billunger ermorden, um sich seines Besitzes zu bemächtigen. Dessen Verwandte belagerten und zerstörten daraufhin die Burg Upladen. Balderich konnte zuerst noch fliehen, wurde 1017 aber doch für kurze Zeit gefangen genommen. Im darauffolgenden Jahr wurde er als Wichmanns Mörder verurteilt und verlor alle Titel und Ländereien. Adela floh nach der Zerstörung von Burg Upladen nach Köln, wo sie einige Jahre später starb.
Ihr Leichnam wurde im Dom beigesetzt. Laut einer Legende soll er später ausgegraben und in den Rhein geworfen worden sein, um einen drohenden, angeblich durch Adela verursachten Sturm abzuwenden.